# Юлтин
Юлти́н (на руски: Иультин; на чукчи: Ивылтин) е бивше селище от градски тип в Юлтински район, Чукотски автономен окръг, Русия.
Разположено е на около 175 километра северно от районния център Егвекинот. Селището е имало население от 5301 души през 1989 г. Изоставено е през 1995 г.

## История
Името на селището произлиза от името на близката планина – Ивылтин. Предполага се, че на чукчи това означава „дълга ледена висулка“ или „дълги пера“. Възможно е названието да се мотивира от факта, че планината съдържа множество кварцови жили.
През 1937 г. в планината Юлтин, близо до бъдещето селище, геолози откриват голямо находище на многометални руди (калай, волфрам, молибден). На следващата година пристигат трактори с оборудване и строителни материали. Първите постройки на селището са 2 шперплатни колиби и няколко палатки, обитавани от 73 геолога. Селището е било много изолирано и до него път не е имало, което е затруднявало продоволствените доставки. През 1946 г. затворници от ГУЛАГ построяват селището Егвекинот и го свързват с 200-километров път до Юлтин през 1953 г., която се счита за рождена дата на селището. През 1959 г. заработва Юлтинският минен комбинат.
След икономическата криза при разпадането на СССР рудодобивът в Юлтин става нерентабилен. Затова през 1995 г. е взето решение селището да бъде опразнено. От 2000 г. насам селището е обезлюдено.
Въпреки че всякакви доставки на електричество, газ и вода до селището са спрени, няколко души все пак остават да живеят в него след изоставянето му. Има сведения, че през 2002 г. някои от отказалите да се изнесат все още обитават селището.

## Население
| 1959 | 1970 | 1979 | 1989 | 2002 |
| ---- | ---- | ---- | ---- | ---- |
| 2513 | 4033 | 4115 | 5301 | 0    |